# Ypsolopha falcella
Ypsolopha falcella is een vlinder uit de familie spitskopmotten (Ypsolophidae). De wetenschappelijke naam is voor het eerst geldig gepubliceerd in 1775 door Denis & Schiffermüller.
De soort komt voor in Europa.